# (12432) Usuda
(12432) Usuda est un astéroïde de la ceinture principale.

## Description
(12432) Usuda est un astéroïde de la ceinture principale. Il fut découvert le 12 janvier 1996 à Chichibu par Naoto Satō et Takeshi Urata. Il présente une orbite caractérisée par un demi-grand axe de 3,05 UA, une excentricité de 0,04 et une inclinaison de 9,4° par rapport à l'écliptique.

## Compléments